# چیدن میوه

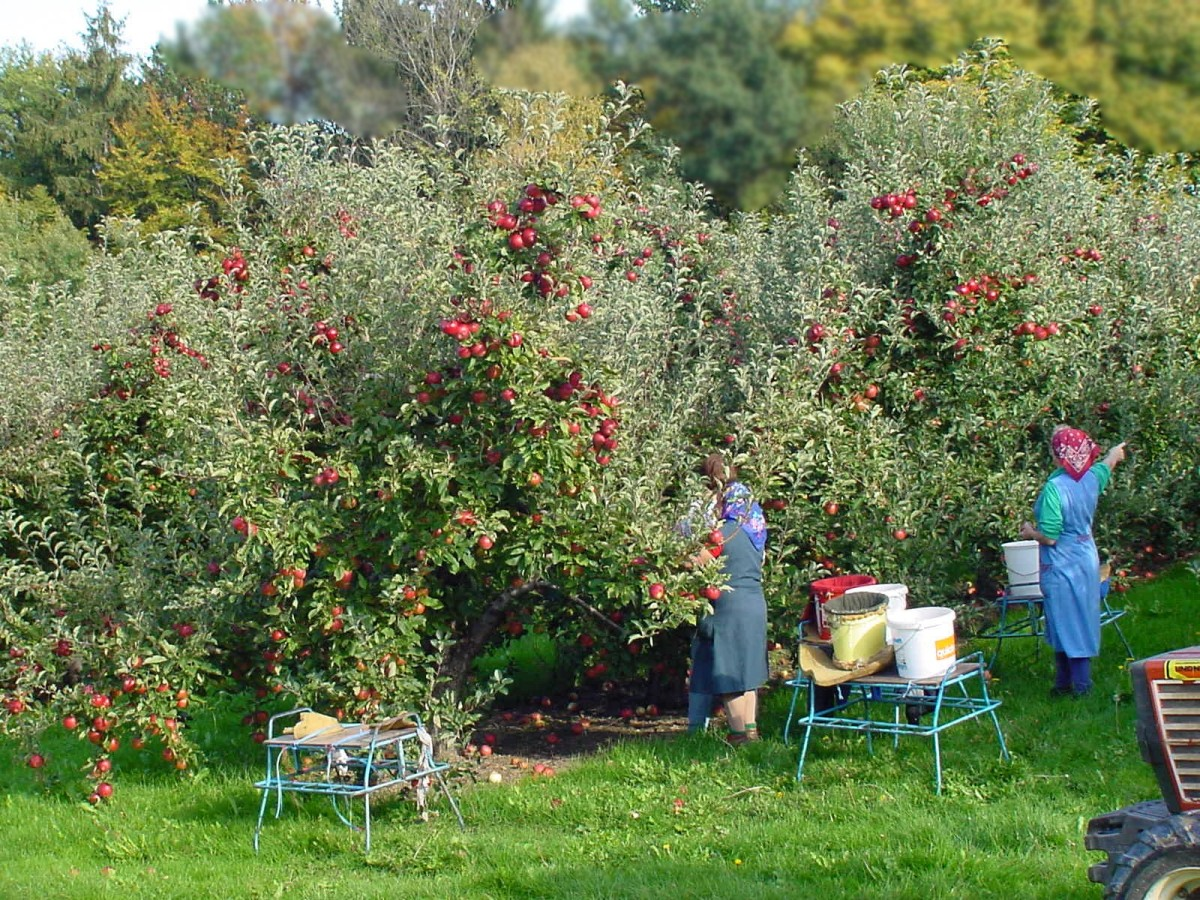
چیدن سیب در اشتایرمارک

چیدن میوه، میوه‌چینی یا برداشت میوه فعالیت فصلی تفریحی یا در برابر پرداخت پول است، که در فصل برداشت در مناطقی که میوه کاشته شده یا به صورت خودرو در باغها می‌روید، صورت می‌گیرد.

## چیدن سیب
چیدن سیب فعالیتی است که در مزارع سیب انجام می‌گیرد. باغهای سیب ممکن است به روی عموم مردم باز شود، و اجازه دهد که مشتری‌ها سیب‌هایی را که می‌خواهند بچینند یا سیبهای چیده شده را بخرند.
گرچه در نهایت این یک روش خرید سیب است، اغلب یک فعالیت اجتماعی هم محسوب می‌شود. در غرب میانه در آمریکا چیدن سیب اغلب تشریفات شناخته شده‌ای برای ایجاد روابط صمیمانه است. پذیرایی باغهای سیب با ارائهٔ گردش بیرون شهر برای خانواده فعالیت‌های اضافه‌ای در کنار چیدن سیب فراهم خواهد کرد. بیشتر باغها باغ وحشهایی با حیوانات اهلی، رستوران و مغازه‌هایی دارند که محصولات مرتبط مثل مربا و ژله‌های خانگی می‌فروشند. این جنبه از فعالیت به ویژه در شمال شرقی ایالات متحده، انتاریو و کبک جنوبی در کانادا رایج است.
سیبهایی که از درخت می‌افتند اغلب برای ساخت شراب سیب استفاده می‌شوند. شراب سیب آب میوه‌ای است که با خرد کردن سیب و کشیدن آب آن ساخته می‌شود.

## کارگران
بیشتر کار چیدن میوه را کارگران مهاجر انجام می‌دهند. برای این کار اغلب از کارگران مهاجر استفاده می‌شود چون می‌توان به آن‌ها دستمزد نسبتاً پایین پرداخت و کار را هم کاملاً به خوبی انجام می‌دهند. در کالیفرنیا مهاجران مکزیکی افرادی هستند که اغلب این کار را انجام می‌دهند.
مباحثات زیادی برای انجام این کار توسط ماشین صورت گرفته است، این جایگزینی خیلی‌ها را بی‌کار خواهد کرد.

## خودکارسازی
از آنجایی که هزینه چیدن میوه هنوز هم گران است، رباتهایی طراحی شده‌اند که در انجام چنین کاری جانشین انسان شوند. پژوهش در این زمینه هنوز در حال پیشرفت است، به ویژه که رباتها باید با چنان دقتی طراحی شوند که هنگام چیدن میوه به آن صدمه نزنند. یک راه حل استفاده از تسمه مکش است، همان‌طور که در ماشینهای خودکار چیدن میوه، برای مثال توسط ACRO استفاده شد. بنابراین باید پژوهش بیشتری روی توسعه ربات چیدن مرکبات صورت بگیرد، اما روی رباتهای گیلاس چین هم پژوهش صورت می‌گیرد. چشم‌انداز کار رباتیک، به‌ویژه، چندین ربات ساخته است که قابلیت انجام موفقیت‌آمیز کار را دارند.

## چیدن میوه در هنر

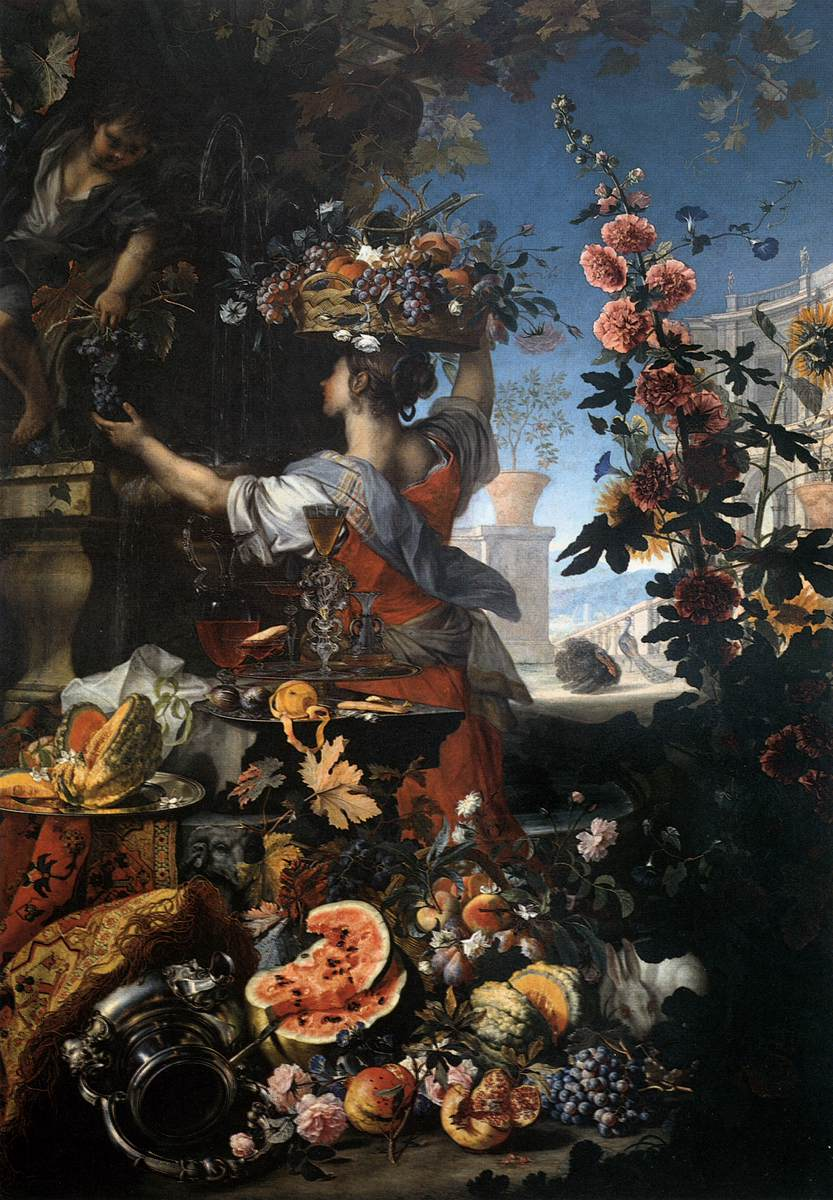
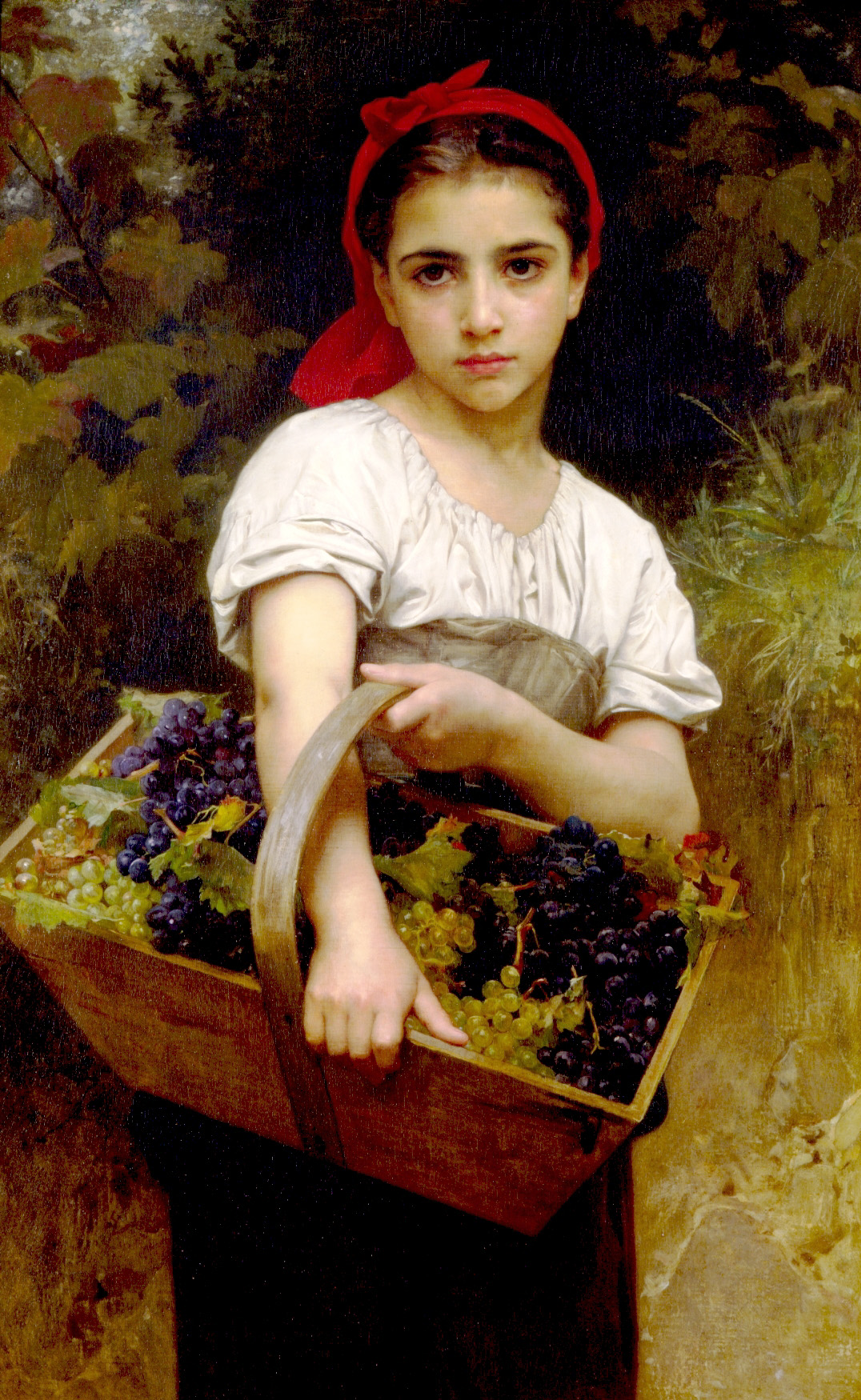
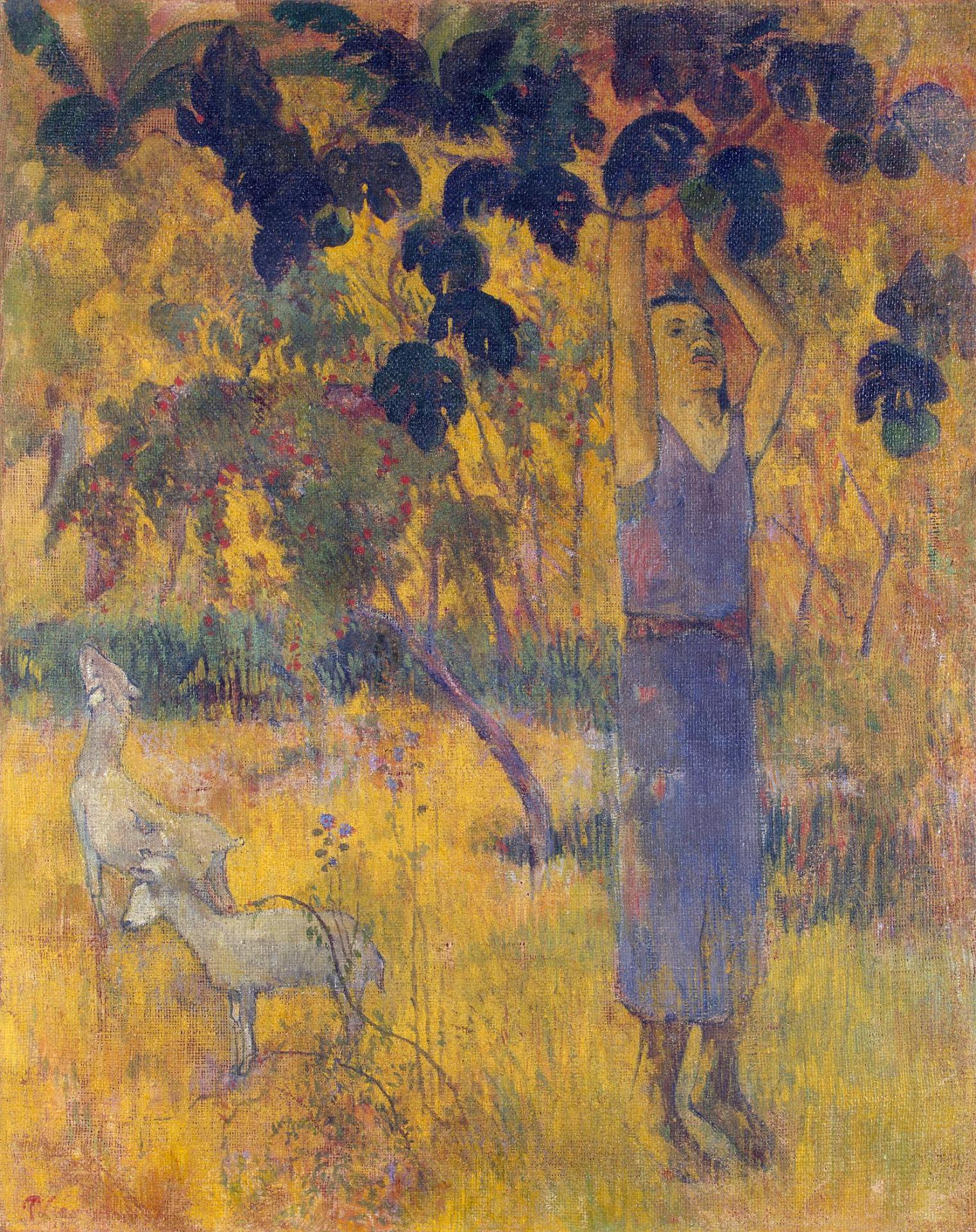
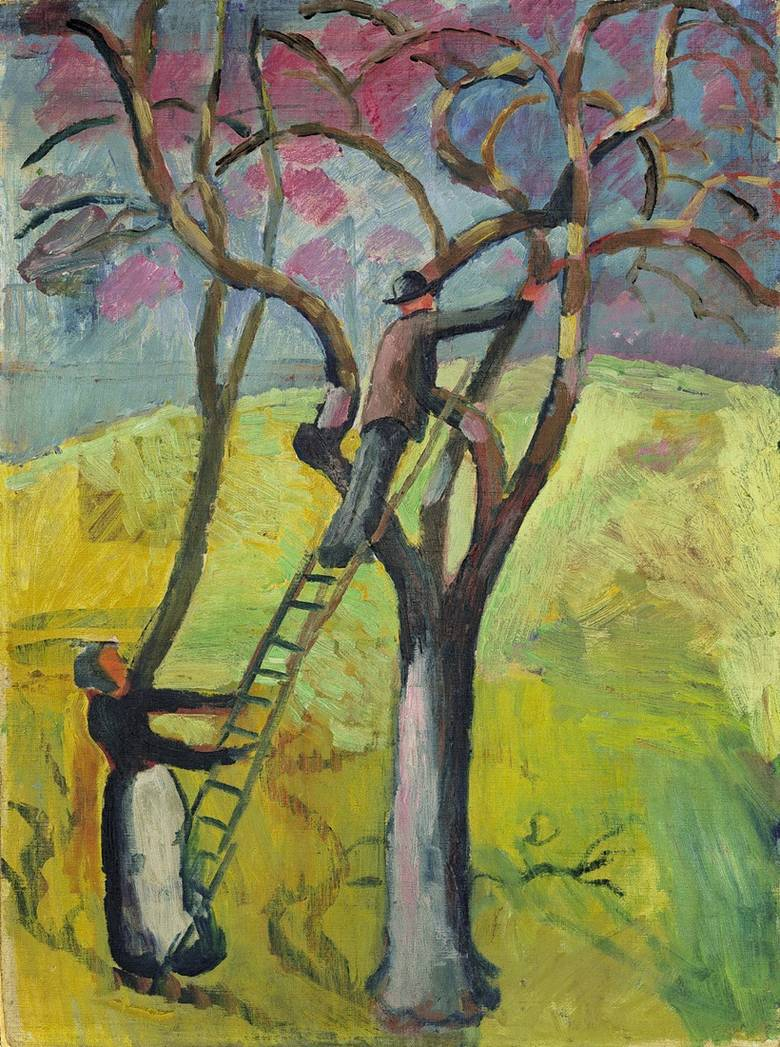
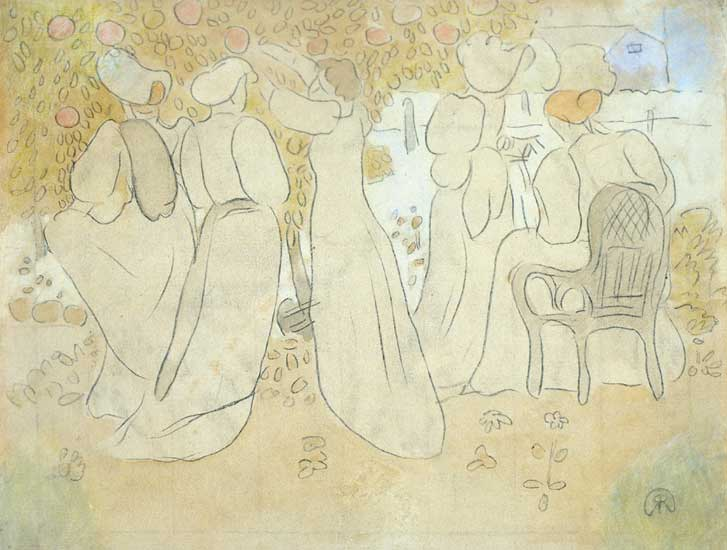
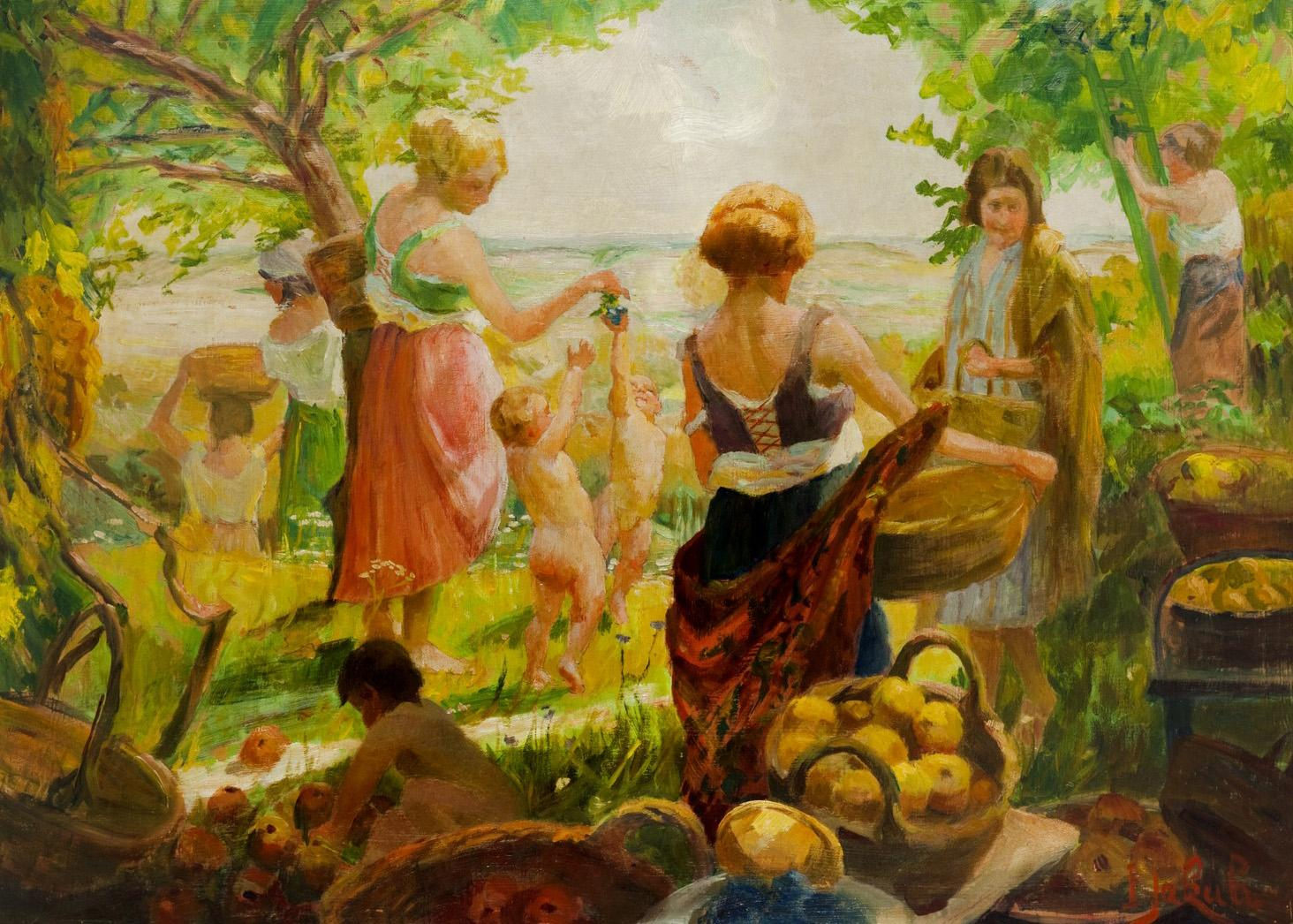